# 温泉翠雀花
温泉翠雀花（学名：Delphinium winklerianum）是毛茛科翠雀属的植物，是中国的特有植物。分布于中国大陆的新疆等地，生长于海拔1,900米至2,150米的地区，一般生长在生山坡上，目前尚未由人工引种栽培。

## 异名
- Delphinium kuanii W. T. Wang